# Józef Winter
Józef Karol Winter (ur. 9 września 1900 w Sanoku, zm. 22 lub 23 kwietnia 1940 w Katyniu) – prawnik, sędzia, porucznik rezerwy artylerii Wojska Polskiego, ofiara zbrodni katyńskiej.

## Życiorys
Urodził się w rodzinie jako syn Józefa (zm. 1913, urzędnik prokuratorii) i Marii z domu Kmiotek. Miał siostrę Janinę Michalinę (ur. 1906, w 1926 jej mężem został sierż. WP Franciszek Piróg).
Od 1911 uczęszczał do Gimnazjum Męskiego w Sanoku. U kresu I wojny światowej będąc uczniem klasy maturalnej, wraz z innymi gimnazjalistami w październiku 1918 ochotniczo zgłosił się do milicji, a 3 listopada do 3 Batalionu Strzelców Sanockich, w szeregach którego od 15 listopada uczestniczył w wojnie polsko-ukraińskiej, w tym w walkach w okolicach Chyrowa. W marcu 1919 zachorował na zapalenie płuc i pod koniec miesiąca został odesłany do Sanoka. 8 kwietnia został zwolniony z wojska, po czym dokończył edukację zdając 18 stycznia 1919 zdał egzamin dojrzałości w Państwowym Gimnazjum w Sanoku.
Następnie w roku akademickim 1919/1920 rozpoczął studia na Wydziale Prawa Uniwersytetu Jagiellońskiego. W czerwcu 1920 ochotniczo zgłosił się do wojska i wziął udział w walkach podczas wojny polsko-bolszewickiej w szeregach 6 pułku artylerii ciężkiej (za co został odznaczony). W lipcu 1920 został oddelegowany do Obozu Akademickiego Podchorążych Rezerwy Artylerii w Poznaniu. Kurs ukończył 11 listopada tego roku, uzyskując stopień podchorążego.
Następnie kontynuował studia prawnicze na UJ, które w 1926 ukończył. Przeprowadził się do Tarnowa, zamieszkiwał przy ulicy Katedralnej 2. Początkowo był asesorem notarialnym. W 1930 zdał egzamin sędziowski i został zatrudniony jako sędzia w sądzie grodzkim w Tarnowie.
13 maja 1925 został awansowany na stopień podporucznika ze starszeństwem z dniem 1 grudnia 1920. Wówczas został przydzielony do 6. pułku artylerii polowej w Krakowie, w którym w 1925 odbył ćwiczenia wojskowe. Wkrótce przydzielony do 3 pułku artylerii polowej w Zamościu, 29 stycznia 1929 do 7 pułku artylerii polowej. W 1930 odbył kurs łączności w Centrum Wyszkolenia Łączności. 29 stycznia 1932 został awansowany na stopień porucznika w korpusie oficerów rezerwy artylerii ze starszeństwem z dniem 2 stycznia 1932 i 140. lokatą. W tym roku odbył ćwiczenia wojskowe w 7 pułku artylerii lekkiej jako dowódca plutonu łączności.
Po wybuchu II wojny światowej uczestniczył w kampanii wrześniowej. Po ⁣⁣agresji ZSRR na Polskę⁣⁣ w dniu 17 września został aresztowany przez Sowietów, po czym był przetrzymywany w obozie w Kozielsku. Prawdopodobnie 21 lub 22 kwietnia został przetransportowany do Katynia i rozstrzelany przez funkcjonariuszy Obwodowego Zarządu NKWD w Smoleńsku oraz pracowników NKWD przybyłych z Moskwy na mocy decyzji Biura Politycznego KC WKP(b) z 5 marca 1940. Jest pochowany na terenie obecnego Polskiego Cmentarza Wojennego w Katyniu.

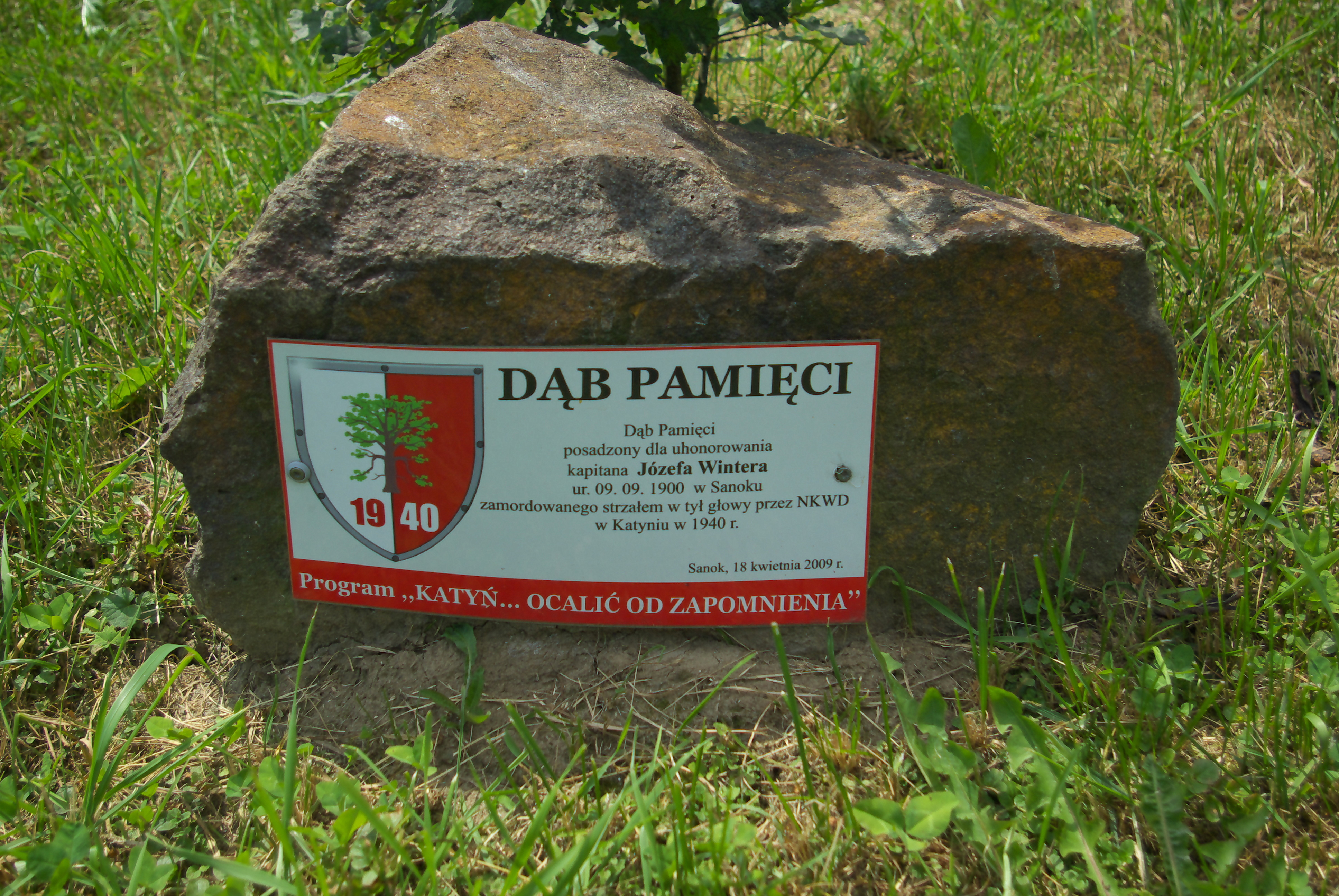
Kamień przy Dębie Pamięci honorującym Józefa Wintera w Sanoku

Był żonaty, miał dziecko.

## Upamiętnienie
5 października 2007 roku Minister Obrony Narodowej Aleksander Szczygło mianował go pośmiertnie do stopnia kapitana. Awans został ogłoszony 9 listopada 2007 roku, w Warszawie, w trakcie uroczystości „Katyń Pamiętamy – Uczcijmy Pamięć Bohaterów”.
18 kwietnia 2009, w ramach akcji „Katyń... pamiętamy” / „Katyń... Ocalić od zapomnienia”, w tzw. Alei Katyńskiej na Cmentarzu Centralnym w Sanoku zostało zasadzonych 21 Dębów Pamięci, w tym upamiętniający Józefa Wintera (zasadzenia dokonał ks. prałat dr Andrzej Skiba, proboszcz parafii Przemienienia Pańskiego w Sanoku).

## Odznaczenia
- Medal Pamiątkowy za Wojnę 1918–1921
- Medal Dziesięciolecia Odzyskanej Niepodległości